# 湯本香樹実
湯本 香樹実（ゆもと かずみ、1959年11月11日 - ）は、日本の脚本家、小説家。女性。東京都出身。東京音楽大学音楽学部作曲学科卒業。

## 来歴・人物
三枝成彰と親交をもち、三枝作曲の『千の記憶の物語』等オペラの台本を書いたことから執筆活動が始まり、テレビ・ラジオの脚本家となる。脚本を手掛けたラジオドラマ『カモメの駅から』は文化庁芸術作品賞、ギャラクシー賞ラジオ部門大賞、放送文化基金賞ラジオ番組賞を受賞した。
処女小説『夏の庭 The Friends』にて、日本児童文学者協会新人賞、児童文芸新人賞を受賞。同作品は映画化・舞台化され、自身で脚色したラジオドラマも文化庁芸術作品を受賞したほか、十数ヵ国で翻訳出版され、海外でもボストングローブ・ホーンブック賞、ミルドレッド・L・バチェルダー賞等を受賞した。『くまとやまねこ』で講談社出版文化賞受賞。『橋の上で』で日本絵本賞受賞。『西日の町』は第127回芥川賞候補、『岸辺の旅』が第27回織田作之助賞候補となった。

## 作品リスト

### 小説
- 『夏の庭 The Friends』（福武書店 1992年、新潮文庫 1994年）
- 『春のオルガン』（徳間書店 1995年、新潮文庫 2008年 ISBN 9784101315133）
- 『ポプラの秋』（新潮文庫 1997年）
- 『西日の町』（文藝春秋 2002年、文春文庫 2005年）
- 『わたしのおじさん』（偕成社 2004年）
- 『魔女と森の友だち』（理論社 2007年 ISBN 9784652040553）
- 『くまとやまねこ（英語版）』（河出書房新社 2008年 ISBN 9784309270074）
- 『岸辺の旅』（文藝春秋 2010年、文春文庫 2012年）
- 『夜の木の下で』（新潮社 2014年、新潮文庫 2017年）

### アンソロジー収録作品
- 「リターン・マッチ」（江國香織などとの共著「いじめの時間」に所収。朝日新聞社 1997年 新潮文庫 2005年
- 「マジック・フルート」（篠田節子などとの共著『恋する男たち』所収。朝日新聞社 1999年、新潮文庫 2005年

### 雑誌掲載作品
- 「弟の部屋で」（『新潮』2014年7月号）
- 「湖畔にて」（『文學界』2019年11月号）

### 脚本
ラジオドラマ
- ラジオ・オペラ「記憶交換」（1985年11月9日、NHK-FM「FMシアター」）
- 不思議の国のヒロコの不思議（1987年1月17日、NHK-FM「FMシアター」）
- サヨナラおもちゃ箱（1987年8月17日-21日、NHK-FM「ミッドナイト・ファンタジー」）
- ラビリンス（1988年7月16日、NHK-FM「FMシアター」）
- 遠い海から来たCOO（1988年9月19日-30日、NHK-FM「アドベンチャーロード」）
- 緑色の手摺のある家（1988年11月5日、NHK-FM「FMシアター」）
- シャングリラ 星の涙（1989年3月25日、NHK-FM「サラウンド・ファンタジー」）※鈴木智との共同脚本
- カモメの駅から（1989年6月17日、NHK-FM「FMシアター」）
- 星眼鏡（1989年12月23日、NHK-FM「FMワイドスペシャル」）
- 地球の耳（1990年5月27日、NHK-FM「FMシアター」）
- 14歳のエンゲージ（1992年4月6日-17日、NHK-FM「青春アドベンチャー」）
- アンデルセンの雪の女王（1992年12月7日-11日、NHK-FM「青春アドベンチャー」）
- みずほのくにのはじめのたかくら（1993年2月11日、NHK-FM「特集サラウンド・ファンタジー」）
- 夏の庭（1993年8月28日、NHK-FM「特集少年ドラマシリーズ」）※自身の原作のラジオドラマ化
- 天使の卵-エンジェルス・エッグ（1994年4月18日-29日、NHK-FM「青春アドベンチャー」）
- 夢源氏剣祭文（1998年10月26日-11月26日、NHK-FM「青春アドベンチャー」）

テレビドラマ
- エデンの街 〜The Megalopolis EDEN〜（1990年4月30日、NHK総合テレビ）
- 薔薇の一株 昆虫世界 ギフチョウに魅せられた人々（1990年8月20日、NHK総合テレビ）
- ビデオレター（1992年4月29日、NHK総合テレビ）

### 映像化ほか
映画
- 夏の庭 The Friends（1994年4月9日、ヘラルド・エース）
- ポプラの秋（2015年9月19日、アスミック・エース/シナジー）
- 岸辺の旅（2015年10月1日、ショウゲート）

テレビドラマ
- ポプラの秋（2013年11月24日、関西テレビ）

ラジオドラマ
- 夏の庭（1993年8月28日、NHK-FM「特集少年ドラマシリーズ」）※自身が脚色
- ポプラの秋（2000年1月15日、NHK-FM「FMシアター」）

ラジオ番組
- 朗読の世界（NHK-FM）
  - 湯本香樹実「夏の庭 The Friends」（2025年6月16日 - 7月18日） - 全25回で朗読、読み手は渡辺裕太